# Daniel I de Adelon
Daniel I de Adelon (antes de 1204 - después de 1225) fue el señor de Adelon en el Reino de Jerusalén.
Fue el hijo de Teodorico de Termonde (fallecido en 1206), condestable del Imperio latino, e Inés de Gibelet-Besmedin, señora de Adelon. De su madre heredó el señorío de Adelon. También se le conoció como Daniel de Termonde
En 1225 acompañó a la reina Isabel II de Jerusalén en su viaje de Tiro a Brindisi, donde se casó con el emperador Federico II Hohenstaufen.
Se casó primero con Isabel, hija de Tomás de Maugasteau. Isabel era la hermana de Felipe, el marido de Margarita la hermana de Daniel. Isabel murió sin hijos.
Después de la muerte Isabel, se casó por segunda vez con Inés de Francleu, hija de Gerard de Franco loco. Con ella tuvo los siguientes hijos:
- Daniel II, su sucesor como señor de Adelon;
- Inés, se casó con Garnier l'Aleman (el joven), hijo de Hamó l'Aleman;
- Isabel (fallecida después de 1260), se casó con Hugo l'Aleman (fallecido antes de 1241), hijo de Garnier l'Aleman (el Viejo)